# 瑟马莱
瑟马莱（法語：Semallé，法語發音：[səmale] ⓘ）是法国奥恩省的一个市镇，属于阿朗松区。

## 地理
瑟马莱（48°28'30"N, 0°9'0"E）面积14.04 平方千米，位于法国诺曼底大区奧恩省，该省份为法国西北部内陆省份，北起顺时针与卡爾瓦多斯省、厄尔省、厄尔-卢瓦省、萨尔特省、马耶讷省和芒什省接壤。
与瑟马莱接壤的市镇（或旧市镇、城区）包括：拉雷、佩尔塞涅新城、舍奈、瓦尔弗朗贝尔、埃库沃、欧特里沃。

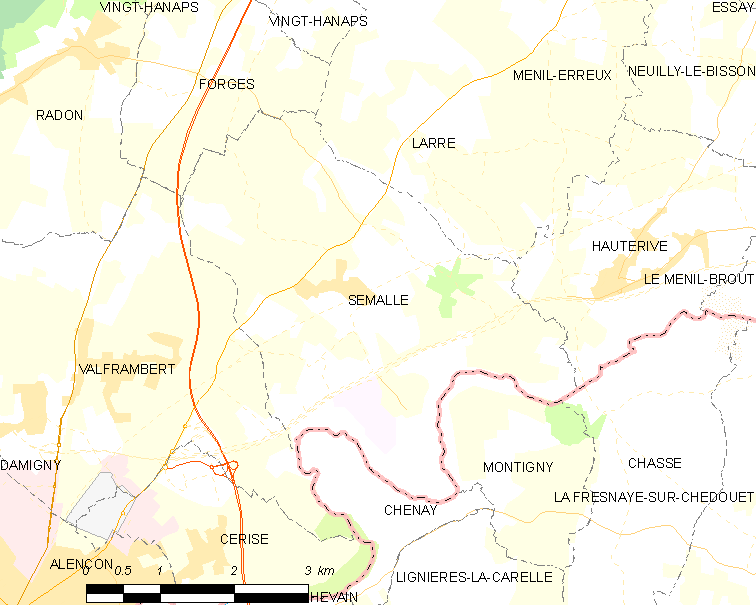
瑟马莱的OSM定位图

瑟马莱的时区为UTC+01:00、UTC+02:00（夏令时）。

## 行政
瑟马莱的邮政编码为61250，INSEE市镇编码为61467。

## 政治
瑟马莱所属的省级选区为埃库沃县。

## 人口

1962-2008年间瑟马莱人口变化图示

瑟马莱于2022年1月1日时的人口数量为364人。